# Stefan Posch (Politiker)
Stefan Posch (* 18. Jänner 1977 in Hall in Tirol) ist ein österreichischer Politiker (FRITZ) und Vorstands-Assistent. Er war von 2012 bis 2013 Mitglied des Bundesrates.

## Ausbildung und Beruf
Posch besuchte von 1984 bis 1987 die Knabenvolksschule in Hall in Tirol und danach von 1988 bis 1991 das Franziskanergymnasium Hall in Tirol. Er wechselte 1992 an die Bundeshandelsakademie in Hall in Tirol und legte dort 1996 die Matura ab. Beruflich war er ab 1996 im Raiffeisensektor tätig, wobei er, nachdem er 1999 die Prüfung für Interne Revision abgelegt hatte, im Jahr 2000 zum internen Revisor bestellt wurde. 2002 absolvierte er zudem die Prüfung der Führungskräfte gemäß Bankwesengesetz und wurde im selben Jahr zum Leiter der Stabsstellen Geschäftsleitung bestellt. 2006 folgte seine Bestellung zum Geschäftsführer gem. § 42 Bankwesengesetz. Er war von 2007 bis 2008 als Berater von Banken als Manager bei ZEB beschäftigt, wobei er Auslandsaufenthalte in diversen europäischen Ländern absolvierte und Schwerpunktmäßig in den Bereichen Strategie, Fusion und Sanierung tätig war. 2008 wechselte Posch in den Volksbankensektor und ist seitdem als Vorstands-Assistent und Bereichsleiter Vertrieb tätig.

## Politik und Funktionen
Posch war von 1998 bis 2004 Mitglied des Gemeinderates von Absam. Des Weiteren engagierte er sich als Mitglied des Kollegiums des Landesschulrates Tirol und war ab 2008 Fraktionsvorsitzender. Er wurde 2008 Mitglied der Liste Fritz Dinkhauser und war von 2009 bis 2013 als Vorstandsmitglied für Finanzen aktiv. Er gehörte ab 2009 dem Landtagsklub der Liste Fritz Dinkhauser an und wirkte zudem ab 2010 als dessen Rechnungsprüfer. Nach dem Ausscheiden von Stefan Zangerl rückte Posch am 11. Dezember 2012 in den Bundesrat nach, dem er bis zum 23. Mai 2013 angehörte, wobei er bereits am 15. März 2013 aus der Liste Fritz ausgetreten war. Als Gründe für seinen Austritt nannte Posch die „Entwicklungen und Auseinandersetzungen innerhalb der Partei“ der vorangegangenen Wochen. Als seine politischen Arbeitsschwerpunkte gab er Politik für Klein- und Mittelbetriebe sowie „Soziale Fairness“ an.
Posch war 2012 auch Mitglied des Tiroler Wohnbauförderungsbeirates und Stellvertretendes Mitglied des Tiroler Wohnbauförderungskuratoriums geworden, seit 2011 ist er auch Rechnungsprüfer der Unteroffiziersgesellschaft (UOGT) Tirol, 2004 war er Finanzreferent des Österreichischen Roten Kreuzes bei der Bezirksstelle Hall in Tirol.

## Privates
Posch ist ledig und Vater einer Tochter.